# NGC 767
NGC 767 è una galassia a spirale barrata situata nella costellazione della Balena, a una distanza di circa 248 milioni di anni luce dalla nostra Via Lattea.

## Scoperta
La galassia è stata scoperta nel 1886 dall'astronomo statunitense Francis Leavenworth.

## Descrizione
NGC 762 ha una classe di luminosità II e contiene anche regioni di idrogeno ionizzato.
Nelle immagini sembrerebbe essere in interazione gravitazionale con PGC 989194.